# Nedereindse Plas

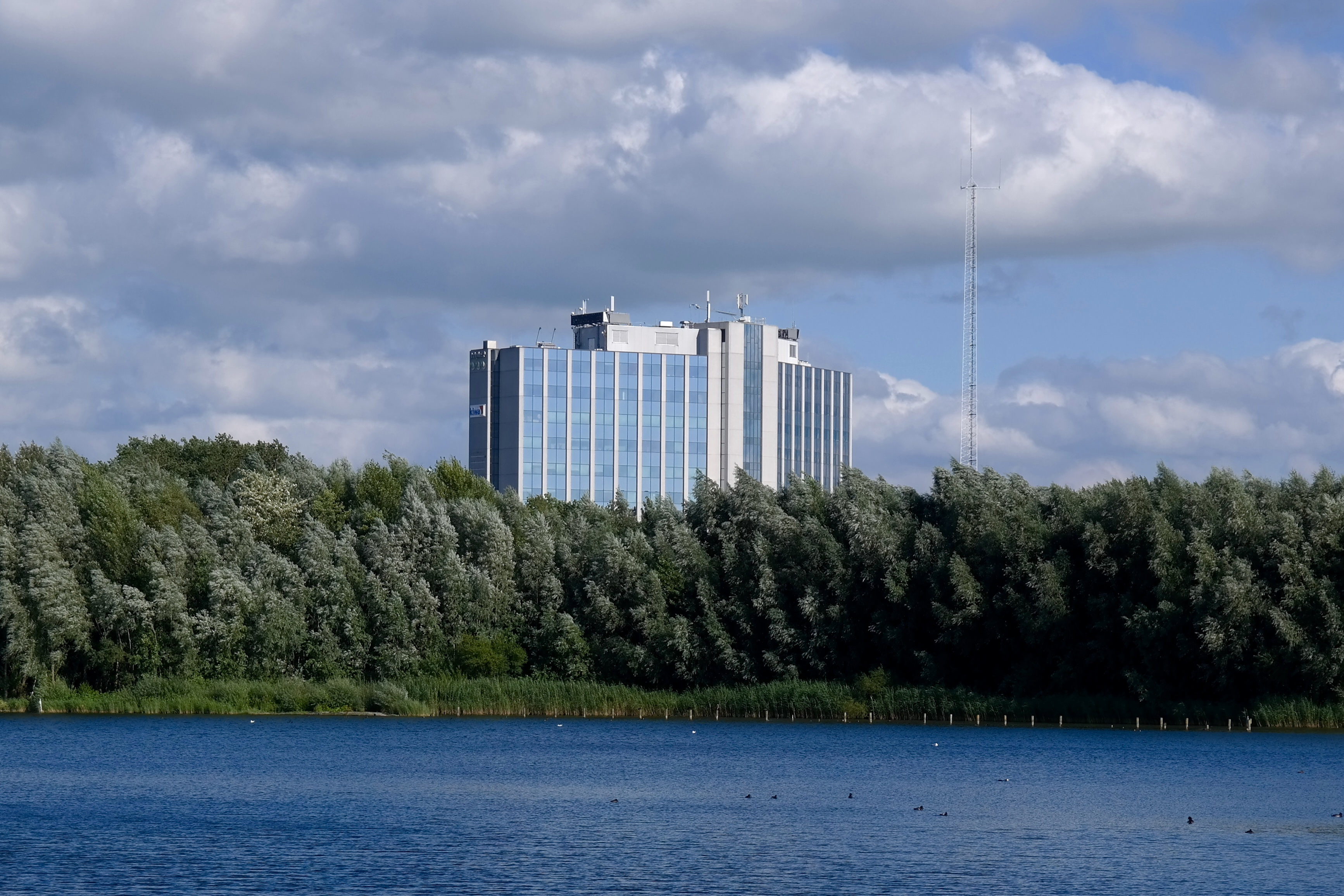
Nedereindse Plas gezien vanuit het westen met op de achtergrond bebouwing in Nieuwegein

De Nedereindse Plas is een recreatiegebied in de provincie Utrecht in Nederland, dicht bij Nieuwegein. De plas ontstond door het winnen van zand voor de aanleg van snelweg A2 en de nieuwbouwwijken van Nieuwegein. Het gebied ligt in de polder Rijnenburg, die deel uit maakt van de gemeente Utrecht.

## Stortplaats
De door de zandwinning ontstane plas werd een officiële stortplaats voor afval. Naast legaal afval is er ook veel illegaal afval gestort, waaronder licht radioactief ziekenhuisafval, lasplasma en vaten met onbekende chemische inhoud. De stortactiviteiten zijn in 1992 beëindigd.

## Recreatie
Na sluiting van de stort is het terrein ingericht voor recreatie. Het resultaat is een open gebied met veel ruimte voor diverse vormen van ontspanning. Een deel van de oever is als zandstrand ingericht. 
In 1996 heeft de provincie Utrecht een zwemverbod ingesteld, dat nog steeds van kracht is. Het verbod werd ingesteld nadat journalisten hadden aangetoond dat de oevers instabiel zijn, dat er puin door de bodem omhoog steekt en dat de put ernstig verontreinigd is.
Rond de plas lopen fiets- en wandelpaden en er zijn vissteigers. Aan de westelijke zijde is moerasvegetatie ontwikkeld en er is een vogelkijkwand. 's Winters zijn er onder andere brilduikers, nonnetjes, en grote zaagbekken, terwijl er in het voorjaar en de zomer karekieten en rietgorzen zijn. Ook de oeverzwaluwenwand is van hier te observeren.

## Sanering
Diverse saneringspogingen bij het stortfront van de westplas mislukten, waarna een lange juridische strijd ontstond tussen de aannemer Ballast Nedam en de gemeente Utrecht. De gemeente is eigenaar van de plas nadat deze voor het symbolische bedrag van € 1 werd overgenomen van aannemingsbedrijf Mourik. 
In 2019 stopte de gemeente Utrecht met het saneren van de Nedereindse Plas en verordende dat er nooit meer gezwommen mag worden in de plas. 